# Red Velvet
Pour les articles homonymes, voir Red velvet cake.
Red Velvet (hangeul : 레드벨벳) est un girl group sud-coréen, originaire de Séoul. Formé par SM Entertainment en 2014, le groupe est à l'origine composé de quatre membres : Irene, Seulgi, Wendy et Joy. Yeri est ajoutée au groupe en mars 2015. Elles font leurs débuts avec le single Happiness, publié le 3 août 2014.
Elles connaissent un grand succès dans leur pays natal, la Corée, et ont également su se faire connaître au niveau international. Elles font partie des chanteuses de K-pop les plus populaires des années 2010.

## Biographie

### Pré-débuts
Seulgi est la première du groupe à rejoindre l'agence via une audition en 2007. Irene est retenue en 2009. Wendy est auditionnée par SM Global Audition au Canada en 2012. Joy est auditionnée à la SM Global Audition à Séoul en 2012. Dans le cadre du projet S.M. Rookies, plusieurs clips de Irene, Seulgi et Wendy sont mis en ligne sur le compte YouTube officiel de la SM. Des rumeurs disant que les trois membres devaient faire leurs débuts en tant que groupe en juillet se répandent, et sont ensuite confirmées par le label,. Avec l'ajout de Joy, le groupe de quatre membres fait ses débuts comme Red Velvet. C'est le premier girl group formé par SM Entertainment, depuis 2009 et les débuts des f(x).

### 2014: Débuts,HappinessetBe Natural
Red Velvet fait ses débuts officiel au Music Bank, le 1er août 2014. Leur premier single, Happiness, est dévoilé numériquement le 4 août. Le morceau est écrit par Yoo Young-jin et composé par Will Simms, Chad Hugo (The Neptunes), Chris Holsten et Anne Judith Wik (Dsign Musique). Le single est décrit comme une chanson europop urbaine avec un son de synthétiseur agressif et un rythme tribal africain[réf. nécessaire]. La vidéo originale compte plus de deux millions de vues sur YouTube dans ses premières 24 heures avant d'être retiré (en raison de la controverse sur les images problématiques) et remplacée par une version modifiée. La version actuelle compte plus de 42 millions de vues à partir de décembre 2016, et représente la vidéo de K-pop la plus regardée dans le monde pour le mois de août 2014. Happiness atteint la cinquième place du Gaon Singles Chart.
Red Velvet publient leur deuxième single en version numérique, Be Natural, le 13 octobre. La chanson est un remake du titre du même nom des SES, le premier girl group de SM. Le groupe commence ses activités de promotion pour cette version le 9 octobre, faisant leur première apparition sur le programme musical, M! Countdown. La vidéo de la chanson est dévoilée au cours de la même journée. Elle est réalisée par Shim Jaewon, qui a également travaillé avec Kyle Hanagami pour la chorégraphie. Le clip montre la chorégraphie originale vue dans clip des membres Irene et Seulgi, lorsqu'elles interprètent la chanson dans la vidéo SMROOKIES. Le membre des SR14B, Taeyong, participe également au clip pour les morceaux de rap.

### 2015:The Red

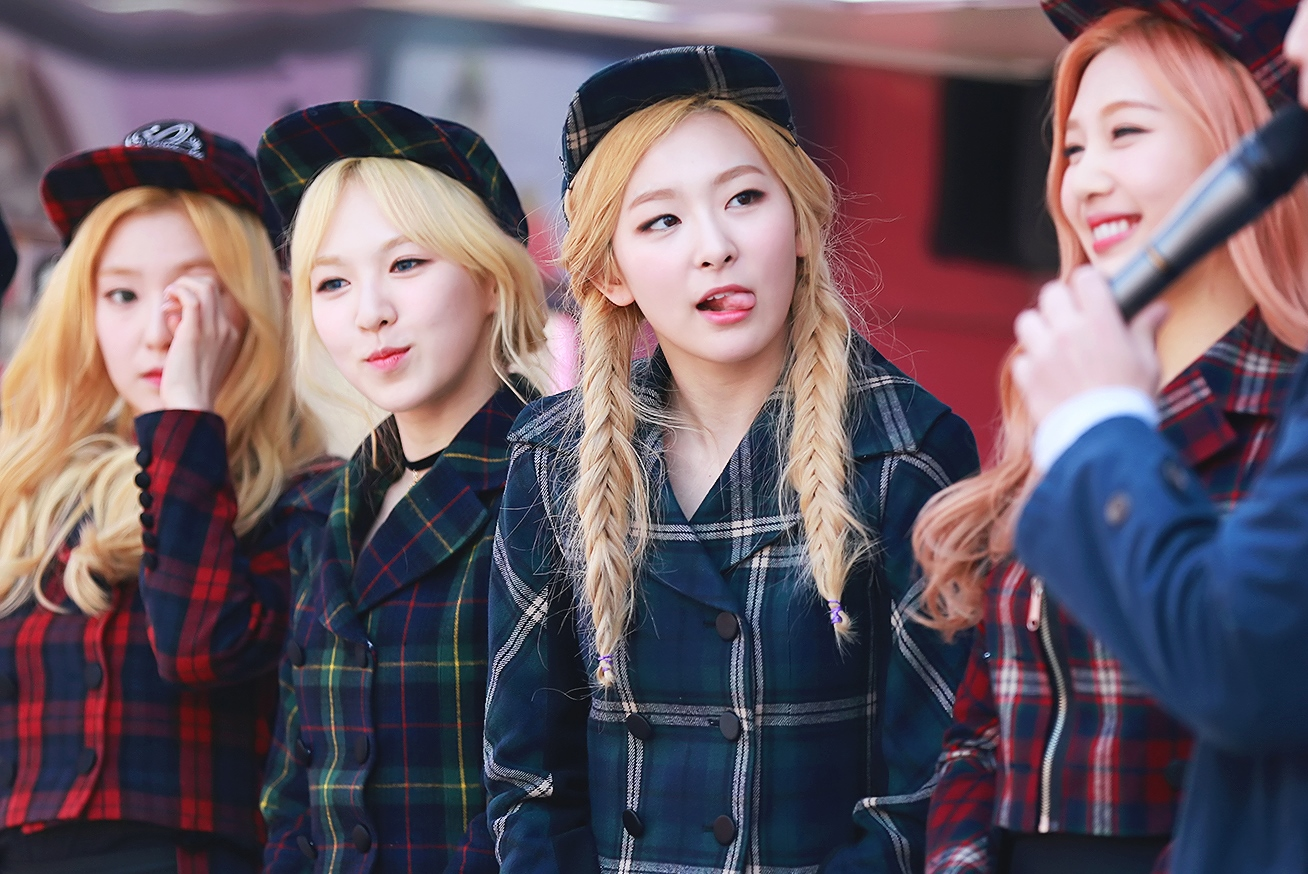
Red Velvet en 2015 (Yeri n'est pas sur la photo).

Le 11 mars 2015, SM Entertainment annonce le titre du premier EP du groupe, Ice Cream Cake, mis en vente le 15 mars. Le même jour, ils sortent une vidéo annonçant l'ajout d'un nouveau membre, Yeri, au groupe. Yeri faisait autrefois partie du projet S.M. Rookies avec Irene, Seulgi et Wendy,. Automatic, le premier clip du groupe, avec Yeri, est mis en ligne le 14 mars.
Le groupe commence la promotion dans des programmes musicaux, le 19 mars, et promeut également l'album par le biais de la télé-réalité Ice Cream TV diffusée sur Naver Music, et présentée par Minho de SHINee. Le 15 mars, il est annoncé que Ice Cream Cake et Automatic seront présentés comme en tant que titres principaux de l'album.
La vidéo de musique pour Ice Cream Cake est mise en ligne le 15 mars. Ice Cream Cake est classé dans le Gaon Weekly Album Sales Chart dès la première semaine. Il fait également ses débuts à la deuxième place des albums au classement Billboard, Ice Cream Cake culmine à la troisième place du Digital World Songs Chart de Billboard, et Automatic culmine à la neuvième place,. Le 27 mars, elles remportent leur premier trophée au Music Bank. Le 22 juin, il est annoncé que les Red Velvet participeront à la KCON 2015 pour le line-up de Los Angeles.
Le 3 septembre, une mosaïque de neuf images rouges est posté sur Instagram avec pour hashtag et pour description de leur compte “THE RED” : le nom ainsi que la tracklist de leur premier album complet est plus tard dévoilé. Le 4 septembre, SM Entertainment a mis en ligne une première vidéo teaser de la première piste "Dumb Dumb". Le 5 septembre, les Red Velvet ont mis en ligne une nouvelle vidéo teaser pour Dumb Dumb, annoncent leur retour, le 9 septembre prochain pour la sortie de The Red. Le 6 septembre, leur label met en ligne des clichés individuels afin de faire patienter leurs admirateurs jusqu'à la sortie de l'opus et du MV du titre-phare baptisé Dumb Dumb. Le 7 septembre, les jeunes femmes ont mis en ligne une nouvelle vidéo teaser pour la chanson-titre de ce nouvel opus : Dumb Dumb. Le 8 septembre, la SM Entertainment a dévoilé une cinquième vidéo teaser nous faisant alors part d'un nouvel extrait de Dumb Dumb, le titre-phare, le même jour, SM Entertainment met fin au suspense en levant le voile sur le clip vidéo de Dumb Dumb, la chanson titre de The Red La piste et le clip vidéo sont tous les deux dans le style caractéristique des Red Velvet, prouvant une nouvelle fois que le groupe semble véritablement avoir trouvé son image. Le groupe sort un single spécial pour Noël appelé Wish Tree.

### 2016:The VelvetetRussian Roulette
Le deuxième EP, The Velvet est publié le 17 mars 2016.

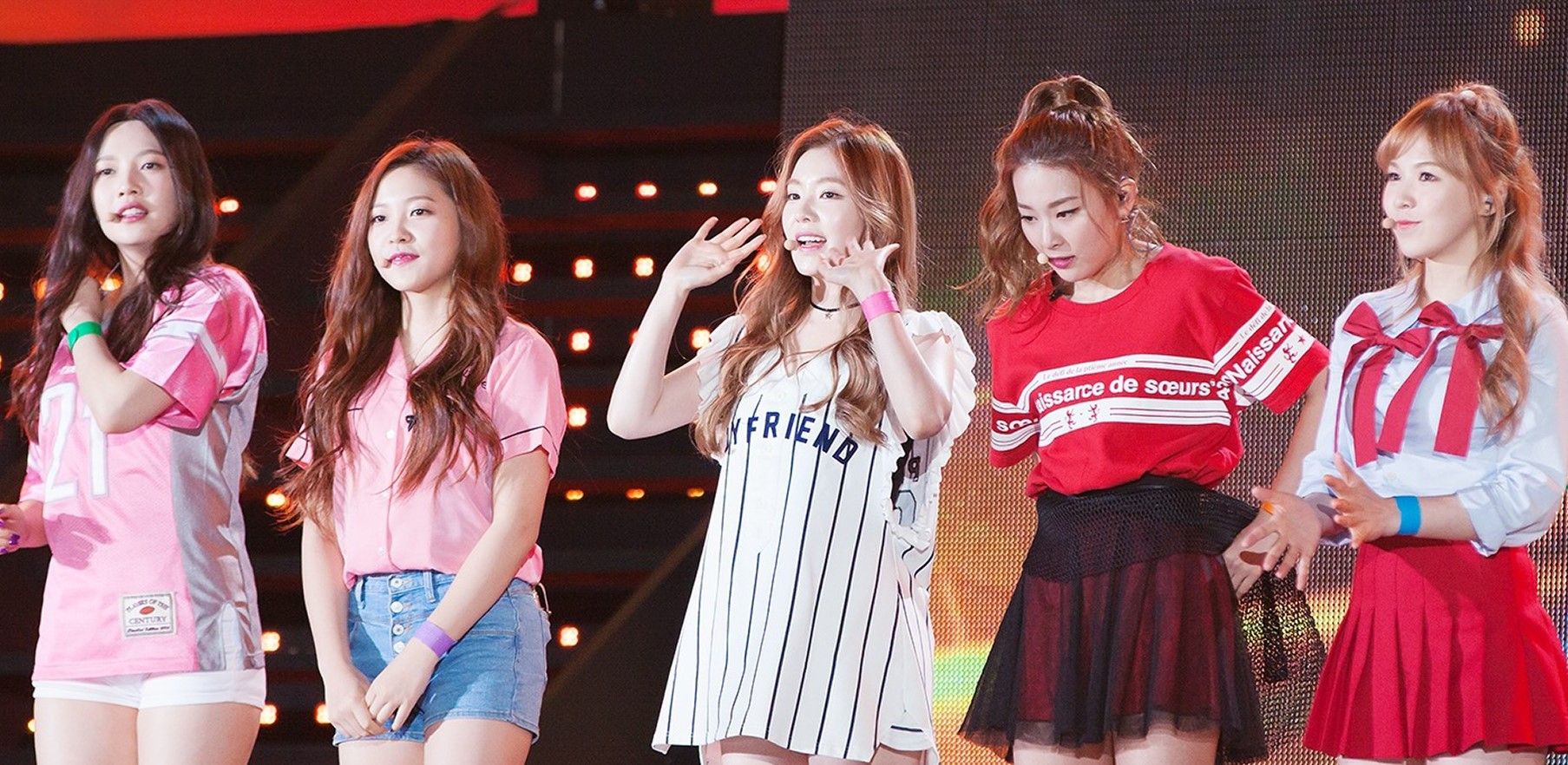
Red Velvet sur scène en 2015. De gauche à droite : Joy, Yeri, Irene, Seulgi et Wendy.

Red Velvet publie son troisième EP, Russian Roulette, le 7 septembre 2016. L'album contient sept titres, avec le single principal intitulé Russian Roulette.

### 2017: Montée en popularité avecRookie, Red Flavor et Peek-A-Boo
Le 20 janvier 2017, S.M Entertainment annonce le retour de Red Velvet en février. Le 24 janvier 2017, le retour du groupe est confirmé avec la sortie de leur quatrième EP, Rookie, le 1er février. Ce quatrième EP contient six nouvelles chansons, avec la chanson titre Rookie et une chanson en solo de Wendy intitulée Last Love (마지막 사랑). Rookie est décrit comme une chanson au rythme funky et un groove addictif. Le MV sort le même jour et fait presque quatre millions de vues en 24 heures. L'album se place au top du Gaon Weekly Album Chart, et du Billboard World Albums Chart, tandis que le single se classe #4 digital, et remonte d'une place la semaine suivante. Le groupe remporte sa première victoire à The Show le 7 février 2017, puis rafle tous les prix dans toutes les émissions musicales, soit neuf récompenses au total.
Le 31 mars, le groupe (sans Joy) a sorti son premier single pour le projet SM Station 2 intitulé Would U. Du 27 juillet au 10 septembre, le groupe sort sa toute première émission de télé-réalité Level Up! Projet qui montre leur voyage en Thailande. La première saison est composée de 23 épisodes, et se passe sans Joy qui filmait au moment du tournage le drama The Liar And His Lover où elle était le personnage féminin principale.
Le 9 juillet, le groupe sort son premier mini-album spécial été (cinquième mini-album général) The Red Summer accompagné de sa chanson principale Red Flavor. L'album est un succès, se classant à la première place du Gaon Weekly Album Chart et du Billboard World Albums Chart, brisant le record pour le plus d'album numéro 1 sur ce chart par un groupe féminin de K-pop. Le single fut aussi un succès, se classant premier sur tous les classements, et devenant leur premier single numéro 1 sur le Gaon Weekly Digital Chart, tandis que le reste de l'album s'est classée dans le top 50. Le 18 août, les membres ont tenu leur tout premier concert Red Room en Corée du Sud, devant 11 000 fans sur trois jours. Plus tard, à leurs showcase à Tokyo le 23 octobre, elles ont annoncé que Red Room se passera en 2018 au Japon. Le 18 août, elles sortent leur deuxième single pour SM Station 2, appelé Rebirth.
Le 17 novembre, leur second full-album Perfect Velvet est sorti, avec comme chanson principale Peek-A-Boo. C'est leur première sortie entièrement basé en Velvet depuis One Of These Nights, et leur second album depuis The Red sorti en septembre 2015. La sortie fut un succès commercial, avec l'album qui fut au top du Billboard World Albums Chart, et le single Peek-A-Boo se classa en seconde position sur le Billboard World Digital Songs et Gaon Weekly Digital Chart. L'album a été confirmé avoir plus de 100 000 pré-commandes, et la chanson a gagné deux trophées dans Inkigayo, plusieurs semaines après sa sortie.

### 2018: Succès international avecBad Boy, #CookieJar, Power Up et RBB
Le groupe a sorti une reédition de Perfect Velvet en janvier 2018. Appelé The Perfect Red Velvet, l'album est accompagné de Bad Boy. La chanson fut un succès, atteignant la seconde place du Gaon Weekly Digital chart, et se classant aussi #87 dans le Canadian Hot 100, faisant de Red Velvet le 7ème artiste coréen à se classer là-bas,. À la fin de 2018, Bad Boy fut sélectionné par plusieurs sites comme l'une des meilleures chansons K-pop de 2018, dont Billboard qui la considère comme N°1 de l'année,,,,,,.
Après leur année de 2017 de Rookie à l'album Perfect Velvet, Jung Ji-won d'Osen dit que Red Velvet a solidifié son titre de Top Girlgroup en Corée du Sud, et le site DAZED dit que Red Velvet sont déjà le groupe de K-pop le plus intéressant musicalement, et que Bad Boy solidifie leur place comme l'un des meilleurs en général. Le 29 mai 2018, elles ont été choisies pour donner un concert à Pyongyang en Corée du Nord. Cela montre l'importance de leur place dans l'histoire de la Korean Wave, étant le premier artiste de la SM Entertainment à apparaitre là-bas, depuis Shinhwa il y a quinze ans.
Après leurs tournée japonaise jusqu'en juin 2018 et leur premier fan-meeting le 29 avril à Chicago, le groupe a annoncé leur début japonais avec leur premier mini-album #CookieJar le 4 juillet 2018 à travers le label Avex Trax. L'album contient 3 nouvelles chansons Cause It's You, Aitai-Tai, ainsi que la chanson principale #CookieJar, mais aussi les versions japonaises de Red Flavor, Dumb Dumb et Russian Roulette. L'album a eu un succès modéré, vendant plus de 31 000 copies en un mois.
Après plusieurs mois d'absences en Corée du Sud, le groupe revient avec leur deuxième mini-album spécial été Summer Magic et son single Power Up. La chanson est un succès à sa sortie, se classant numéro 1 dans tous les classements de Corée du Sud, et réalisant un Perfect All-Kill, le tout premier du groupe. La chanson Power Up gagne 10 récompenses dans divers émissions, ce qui devient leur nouveau record en battant Rookie.
Elles entament leur seconde tournée, REDMARE, a Séoul le 4-5 août, et ont poursuivi en Asie le reste de l'année à Bangkok, Taipei et Singapour. Il fut ensuite annoncé que la tournée allait se poursuivre aux États-Unis et au Canada en février 2019, dans plusieurs villes différentes,,.
Le 30 novembre, elles sortent leur huitième mini-album au total, RBB (Really Bad Boy) accompagné de sa chanson principale du même nom, et de sa version anglaise.

### 2019: Trilogie avecThe ReVe Festival
En 2019, elles sortent 2 singles digital japonais : Sappy le 6 janvier et Sayonara le 20 février. Elles annoncent peu de temps après que leur second mini-album japonais Sappy va sortir le 29 mai accompagné de 3 nouvelles chansons japonaises (Sappy, Sayonara et Swimming-Pool) ainsi que des versions japonaises de Peek-A-Boo, Rookie et Power Up. Ce dernier est sorti en dernier single le 24 avril,. Le 5 avril, Red Velvet a été en featuring sur la version remix de "Close To Me" d'Ellie Goulding et Diplo, avec Wendy et Yeri qui ont écrit les paroles coréennes.
Le 19 juin, elles sortent un nouveau mini-album appelé 'The ReVe Festival: Day 1' qui inclut comme chanson principale Zimzalabim. Il est confirmé que Day 2 et Finale, la suite de cette trilogie, sortiront aussi cette même année. C'est donc le 20 août 2019 que sort 'The ReVe Festival: Day 2', accompagné de sa chanson titre Umpah Umpah. Tout comme le premier, il est constitué de 6 titres.
Le 23 décembre, le groupe termine la trilogie avec 'The ReVe Festival: Finale' qui inclut tous les titres de Day 1 et Day 2 ainsi que quatre nouveaux morceaux tels que la chanson principale de l'album : Psycho. Il est constitué de 16 titres.

### 2020: Sous-unitéRed Velvet - Irene & Seulgi+ solos Wendy et Joy
Le 21 avril 2020, SM Entertainment confirme qu'Irene et Seulgi formeront la première sous-unité de Red Velvet. Celle-ci sortira le 6 juillet son premier mini-album Monster avec pour chanson titre son éponyme.

### 2021: Retour du groupe avecQueendom
Le 9 juin 2021, il est annoncé que Red Velvet se prepare à faire son retour en août, après un an et huit mois sans activités ensemble. À partir du 25 juillet, le groupe réalise une semaine de promotion sur les réseaux sociaux intitulée Queens Mystic General Store, qui consiste en plusieurs photos et vidéos montrant des objets, tenues et décors issus de leurs anciens clips. 
Le 1er août, il est annoncé la sortie de leur nouvel mini-album Queendom qui sera mis en vente le 16 août.

### 2022-présent:The ReVe Festival 2022,Bloom, la tournée R to V,Chill Kill, etCosmic
Le 21 février 2022, il a été annoncé que le groupe organiserait un concert nommé "The ReVe Festival: Prologue" le 19 et 20 mars. L'évènement a cependant été reporté jusqu'à nouvel ordre car Irene, Joy et Yeri ont été testées positives au COVID-19 le 14 mars. Le 21 mars, le groupe a sorti l'EP The ReVe Festival 2022 – Feel My Rhythm, une sequel de leur trilogie de 2019 The ReVe Festival, avec en chanson principale Feel My Rhythm.
Le 6 avril 2022, le groupe a sorti leur premier studio album japonais, Bloom, avec en chanson-titre Wildside.
En octobre 2022, Seulgi a fait ses débuts solo avec l'album "28 Reasons" et sa chanson-titre éponyme.
Le 28 novembre 2022, le groupe a sorti l'EP The ReVe Festival 2022 – Birthday, avec en chanson-titre Birthday. Le 14 décembre 2022, le groupe a sorti un single collaboratif Beautiful Christmas avec le groupe du même label Aespa pour l'album de SM Town 2022 Winter SM Town: SMCU Palace.
En mars 2023, SM a annoncé que la quatrième tournée du groupe, R to V, allait commencé début avril 2023 au KSPO Dome à Séoul. En août 2023, SM a confirmé que Seulgi avait renouvelé son contrat avec SM, bien que la durée du renouvellement n'ait pas été précisée. En septembre 2023, SM a confirmé que le groupe va sortir leur troisième studio album en novembre, ce qui en fait le premier album studio coréen du groupe en six ans après Perfect Velvet en 2017. Le 18 octobre, Red Velvet a annoncé que leur troisième album studio Chill Kill sortirait le 13 novembre. L'album contient au total 10 sons dont la chanson-titre du même nom que l'album.
Le 31 décembre 2023, Irene, Seulgi et Wendy se sont produites aux Philippines pour le compte à rebours du nouvel an qui s'est tenu dans Bonifacio Global City, un district de la ville de Taguid,. 
Le 10 juin 2024, il a été annoncé que Red Velvet ferait leur retour le 24 juin avec l'EP Cosmic.

## Style artistique
La musique et l'image publique de Red Velvet jouent sur le contraste entre les côtés "rouge" et "velours". Le côté "rouge" présente une image pétillante et vibrante, tandis que le côté "velours" est plus mature et élégant. Leurs œuvres récentes mélangent les deux côtés pour véhiculer la sensualité, la couleur et la sophistication,,,. Musicalement, le côté "rouge" est principalement du genre pop, et le côté "velours" est principalement du R&B et des ballades ; cependant, le groupe expérimente également d'autres genres,.
Dans leur concept "rouge", elles sont généralement habillées de vêtements colorés, comme des pulls et des jupes pastel dans "Ice Cream Cake" et des costumes de poupées rouges dans "Dumb Dumb",. Pour le concept "velvet", elles sont vêtues de façon plus mature comme avec des costumes pour "Be Natural".

## Image
L'image du groupe est basée autour des deux mots de leur nom. Red est utilisé pour refléter un concept pétillant et coloré, tandis que le Velvet représente un côté féminin et sensuel.
Peu de temps après la sortie de la vidéo de Happiness, les médias japonais rapportent que des images référençant les bombardements atomiques d'Hiroshima et de Nagasaki, ainsi que les attentats du 11 septembre sont aperçues dans la vidéo. SM Entertainment répond aux rapports en expliquant : « Après avoir interrogé le réalisateur, nous avons trouvé qu'il utilisait tout simplement une source de collage pour les images, et il n'y avait donc aucune mauvaise intention. » Le représentant ajoute : « Comme SM n'a pas réussi à l'apprendre plus tôt, nous allons supprimer le matériel qui a causé le malentendu dès que possible. Nous ferons en sorte de ne pas laisser ce genre de chose se produire à l'avenir,. » Le 3 août, SM supprime le clip de Happiness et télécharge une version rééditée sans les scènes controversées.

## Membres
| Nom de scène | Nom de scène | Nom de naissance | Nom de naissance | Date de naissance | Nationalité  | Position                                                                          |
| Romanisé     | Coréen       | Romanisé         | Coréen           | Date de naissance | Nationalité  | Position                                                                          |
| ------------ | ------------ | ---------------- | ---------------- | ----------------- | ------------ | --------------------------------------------------------------------------------- |
| Irene        | 아이린       | Bae Joo-hyun     | 배주현           | 29 mars 1991      | Sud-coréenne | Leader, rappeuse principale, danseuse secondaire, chanteuse, unnie (la plus âgée) |
| Seulgi       | 슬기         | Kang Seul-gi     | 강슬기           | 10 février 1994   | Sud-coréenne | Danseuse principale, chanteuse secondaire                                         |
| Wendy        | 웬디         | Son Seung-wan    | 손승환           | 21 février 1994   | Sud-coréenne | Chanteuse principale                                                              |
| Joy          | 조이         | Park Soo-young   | 박수영           | 3 septembre 1996  | Sud-coréenne | Rappeuse secondaire, chanteuse                                                    |
| Yeri         | 예리         | Kim Ye-rim       | 김예림           | 5 mars 1999       | Sud-coréenne | Rappeuse secondaire, chanteuse, maknae (la plus jeune)                            |

### Chronologie
Note: Yeri a rejoint officiellement Red Velvet le 11 mars 2015.

## Discographie

### Albums studio

#### Sud-coréens
- 2015 : The Red
- 2017 : Perfect Velvet
- 2018 : The Perfect Red Velvet (réédition)
- 2023 : Chill Kill

#### Japonais
- 2022 : Bloom

### EP

#### Sud-coréens
- 2015 : Ice Cream Cake
- 2016 : The Velvet
- 2016 : Russian Roulette
- 2017 : Rookie
- 2017 : The Red Summer
- 2018 : Summer Magic
- 2018 : RBB
- 2019 : The ReVe Festival: Day 1
- 2019 : The ReVe Festival: Day 2
- 2021 : Queendom
- 2022 : The ReVe Festival 2022 - Feel My Rhythm
- 2022 : The ReVe Festival 2022 - Birthday
- 2024 : Cosmic

#### Japonais
- 2018 : #Cookie Jar
- 2019 : Sappy

## Tournées

### Tours du monde
- SM Town Live World Tour IV (depuis 2014)
- Red Room (2017)
- Redmare (2018-2019)
- LaRouge (2019)
- R to V (2023)

### Participation
- Best of Best K-Pop Concert (Philippines, 12 avril 2015)
- 2015 : I Love Korea Dream Concert (Corée, 23 mai 2015)[106]
- KCON au Staples Center
(Los Angeles, 2 août 2015)

## Filmographie
| Année | Date           | Chaîne      | Titre                          | Membres               |
| ----- | -------------- | ----------- | ------------------------------ | --------------------- |
| 2014  | 25 août        | KBS         | Escape Crisis No.1             | Toutes                |
| 2014  | 1er septembre  | KBS         | Hello Counselor                | Toutes                |
| 2014  | 20 septembre   | JTBC        | Hidden Singer 3                | Toutes                |
| 2014  | 10 octobre     | Mnet        | EXO 90:2014                    | Seulgi & Wendy        |
| 2014  | 15 octobre     | MBC Every 1 | Weekly Idol                    | Toutes                |
| 2014  | 18 octobre     | SBS         | Star King                      | Joy & Seulgi          |
| 2014  | 28 octobre     | Arirang TV  | After School Club              | Toutes                |
| 2014  | 1er novembre   | MBC         | Quiz to Change the World       | Irene & Wendy         |
| 2014  | 5 novembre     | Arirang TV  | Pops in Seoul - New Secret Box | Toutes                |
| 2014  | 30 novembre    | KBS2        | Let's Go! Dream Team           | Irene, Seulgi & Wendy |
| 2015  | 2 janvier      | Arirang TV  | Showbiz Korea                  | Joy                   |
| 2015  | 7 avril        | Arirang TV  | After School Club              | Toutes                |
| 2015  | 16 avril       | JTBC        | Off to School                  | Seulgi                |
| 2015  | Dès le 20 juin | MBC         | We Got Married                 | Joy                   |

Les Red Velvet ont fait une apparition dans le drama coréen Descendants of the Sun où elles donnaient un concert avec notamment la chanson Dumb Dumb, devant une foule de militaires.

## Distinctions

### Golden Disk Awards
| Année | Catégorie        | Travail nommé | Résultat   |
| ----- | ---------------- | ------------- | ---------- |
| 2015  | Digital Bonsang  | Happiness     | Nomination |
| 2015  | New Artist Award | Red Velvet    | Lauréat    |

### Seoul Music Awards
| Année | Catégorie            | Travail nommé | Résultat   |
| ----- | -------------------- | ------------- | ---------- |
| 2015  | Bonsang              | Red Velvet    | Nomination |
| 2015  | New Artist Award     | Red Velvet    | Lauréat    |
| 2015  | Popularity Award     | Red Velvet    | Nomination |
| 2015  | Hallyu Special Award | Red Velvet    | Nomination |

### MelOn Music Awards
| Année | Catégorie                        | Travail nommé    | Résultat   |
| ----- | -------------------------------- | ---------------- | ---------- |
| 2014  | Newcomer Award                   | Red Velvet       | Nomination |
| 2015  | Meilleur groupe de dance féminin | "Ice Cream Cake" | Lauréat    |

### Mnet Asian Music Awards (MAMA)
| Année | Catégorie                                    | Travail nommé  | Résultat |
| ----- | -------------------------------------------- | -------------- | -------- |
| 2015  | Meilleure performance dance - groupe féminin | Ice Cream Cake | Lauréat  |
| 2017  | Meilleur groupe féminin                      | Red Velvet     | Lauréat  |

### Korean Entertainment Art Awards
| Année | Catégorie             | Travail nommé | Résultat |
| ----- | --------------------- | ------------- | -------- |
| 2015  | Meilleur Rookie Award | Red Velvet    | Lauréat  |

### SBS MTV Best of the Best
| Année | Catégorie               | Travail nommé | Résultat   |
| ----- | ----------------------- | ------------- | ---------- |
| 2014  | Meilleur nouveau groupe | Red Velvet    | Nomination |
| 2014  | Meilleure reprise       | Be Natural    | Lauréat    |

### Music Bank
| Année | Date       | Chanson             |
| ----- | ---------- | ------------------- |
| 2015  | 27 mars    | Ice Cream Cake      |
| 2016  | 25 mars    | One of These Nights |
| 2017  | 10 février | Rookie              |
| 2017  | 17 février | Rookie              |
| 2017  | 21 juillet | Red Flavor          |
| 2018  | 9 février  | Bad Boy             |
| 2018  | 17 août    | Power Up            |
| 2018  | 24 août    | Power Up            |
| 2019  | 28 juin    | Zimzalabim          |
| 2019  | 30 août    | Umpah Umpah         |
| 2020  | 3 janvier  | Psycho              |
| 2020  | 10 janvier | Psycho              |
| 2020  | 24 janvier | Psycho              |
| 2021  | 27 août    | Queendom            |
| 2022  | 1 avril    | Feel My Rythm       |

### Inkigayo
| Année | Date         | Chanson             |
| ----- | ------------ | ------------------- |
| 2015  | 29 mars      | Ice Cream Cake      |
| 2015  | 20 septembre | Dumb Dumb           |
| 2016  | 27 mars      | One of These Nights |
| 2016  | 25 septembre | Russian Roulette    |
| 2017  | 12 février   | Rookie              |
| 2017  | 19 février   | Rookie              |
| 2017  | 23 juillet   | Red Flavor          |
| 2017  | 10 décembre  | Peek-A-Boo          |
| 2018  | 14 janvier   | Peek-A-Boo          |
| 2018  | 11 février   | Bad Boy             |
| 2018  | 19 août      | Power Up            |
| 2018  | 26 août      | Power Up            |
| 2019  | 30 juin      | Zimzalabim          |
| 2019  | 1 septembre  | Umpah Umpah         |
| 2020  | 5 janvier    | Psycho              |
| 2020  | 12 janvier   | Psycho              |
| 2020  | 19 janvier   | Psycho              |
| 2021  | 29 août      | Queendom            |
| 2021  | 12 septembre | Queendom            |

### The Show
| Année | Date         | Chanson             |
| ----- | ------------ | ------------------- |
| 2015  | 31 mars      | Ice Cream Cake      |
| 2015  | 15 septembre | Dumb Dumb           |
| 2016  | 22 mars      | One of These Nights |
| 2016  | 13 septembre | Russian Roulette    |
| 2016  | 20 septembre | Russian Roulette    |
| 2017  | 7 février    | Rookie              |
| 2018  | 21 août      | Power Up            |
| 2019  | 27 août      | Umpah Umpah         |

### Show Champion
| Année | Date         | Chanson             |
| ----- | ------------ | ------------------- |
| 2015  | 1er avril    | Ice Cream Cake      |
| 2015  | 16 septembre | Dumb Dumb           |
| 2016  | 23 mars      | One of These Nights |
| 2016  | 21 septembre | Russian Roulette    |
| 2017  | 8 février    | Rookie              |
| 2017  | 15 février   | Rookie              |
| 2017  | 19 juillet   | Red Flavor          |
| 2018  | 07 février   | Bad Boy             |
| 2018  | 15 août      | Power Up            |
| 2018  | 22 août      | Power Up            |
| 2019  | 26 juin      | Zimzalabim          |
| 2019  | 28 août      | Umpah Umpah         |
| 2022  | 7 décembre   | Birthday            |
| 2022  | 14 décembre  | Birthday            |

### M! Countdown
| Année | Date         | Chanson             |
| ----- | ------------ | ------------------- |
| 2015  | 2 avril      | Ice Cream Cake      |
| 2015  | 17 septembre | Dumb Dumb,          |
| 2015  | 24 septembre | Dumb Dumb,          |
| 2016  | 24 mars      | One of These Nights |
| 2016  | 15 septembre | Russian Roulette    |
| 2016  | 22 septembre | Russian Roulette    |
| 2017  | 9 février    | Rookie              |
| 2017  | 16 février   | Rookie              |
| 2017  | 20 juillet   | Red Flavor          |
| 2018  | 8 février    | Bad Boy             |
| 2018  | 15 février   | Bad Boy             |
| 2018  | 23 août      | Power Up            |
| 2018  | 30 août      | Power Up            |
| 2019  | 27 juin      | Zimzalabim          |
| 2019  | 29 août      | Umpah Umpah         |
| 2021  | 26 août      | Queendom            |

### Show! Music Core
| Année | Date         | Chanson        |
| ----- | ------------ | -------------- |
| 2015  | 4 avril      | Ice Cream Cake |
| 2017  | 22 juillet   | Red Flavor     |
| 2018  | 18 août      | Power Up       |
| 2019  | 29 juin      | Zimzalabim     |
| 2019  | 31 août      | Umpah Umpah    |
| 2020  | 4 janvier    | Psycho         |
| 2020  | 11 janvier   | Psycho         |
| 2020  | 18 janvier   | Psycho         |
| 2021  | 28 août      | Queendom       |
| 2021  | 4 septembre  | Queendom       |
| 2021  | 11 septembre | Queendom       |
| 2023  | 25 novembre  | Chill Kill     |